# Educação nos Estados Unidos
A Educação nos Estados Unidos é fornecida e controlada primariamente por três níveis governamentais diferentes: federal, estadual e local. Escolas públicas em geral são administradas por distritos escolares, estas administradas por conselhos escolares, cuja jurisdição é geralmente, mas nem sempre, co-existente com os limites de uma cidade ou um condado. Padrões educacionais são responsabilidade dos departamentos de moda de cada Estado.
A idade quando o atendimento escolar é compulsório varia de estado para estado. Crianças e adolescentes são obrigados a frequentarem a escola até a idade de 16 anos (ou até a finalização do segundo grau), na maioria dos estados. Estudantes podem frequentar escolas públicas, privadas ou domésticas. Nas duas primeiras, educação está dividida em três níveis: elementar (elementary school) , média (middle school) e secundária (high school).
Os Estados Unidos possuem uma população relativamente educada. Estima-se que 99% da população americana seja alfabetizada. Em 2003, havia 77,6 milhões de estudantes frequentando a escola. Destes, 72% entre 12 e 17 anos de idade foram consideradas 
academicamente "no caminho" pela sua idade. 5,2 milhões (10,4%) dos estudantes frequentam escolas privadas. Entre a população adulta, mais de 85% da população americana possui um diploma de segundo grau, e 27% possui um diploma de ensino superior. O salário médio anual de trabalhadores com um diploma de educação superior é de 45,5 mil dólares, mais do que dez mil dólares acima da média.
Porém, alunos americanos possuem notas abaixo da média quanto a tópicos relacionados com ciências e matemática, em comparação a outros países desenvolvidos.

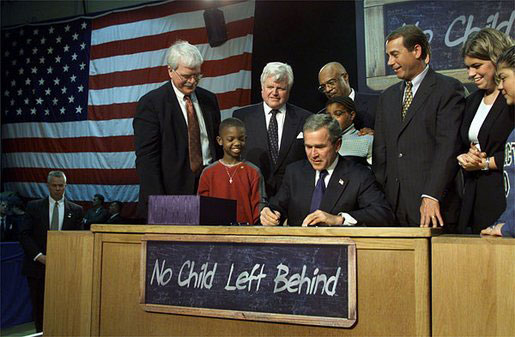
O Presidente George W. Bush firmando a acta, No Child Left Behind Act em 2002.

## Graucurricular

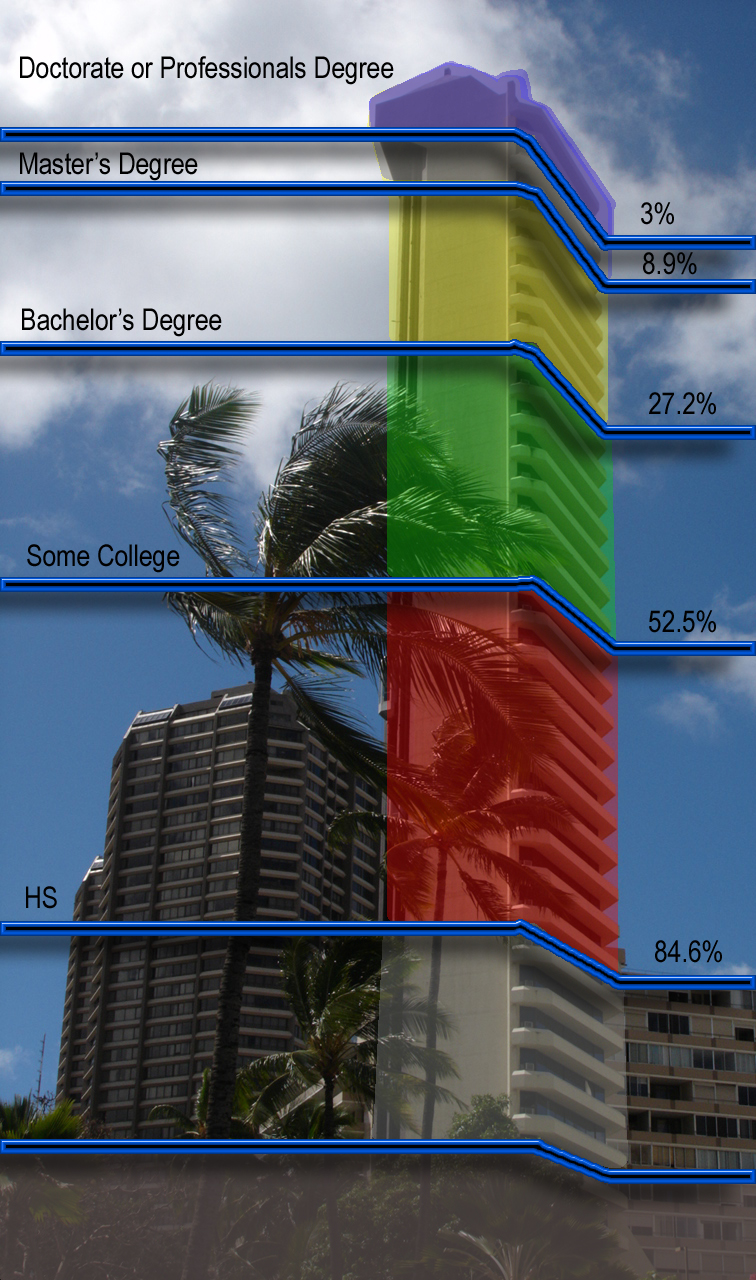
Educational attainment in the United States

| Nível                            | Idade     |
| Preschool                        | Preschool |
| -------------------------------- | --------- |
| Pre-Kindergarten                 | 4-5       |
| Elementary School                |           |
| Kindergarten                     | 5-6       |
| 1st grade                        | 6-7       |
| 2nd grade                        | 7-8       |
| 3rd grade                        | 8-9       |
| 4th grade                        | 9-10      |
| 5th grade                        | 10-11     |
| Middle School/Junior High School |           |
| 6th grade                        | 11-12     |
| 7th grade                        | 12-13     |
| 8th grade                        | 13-14     |
| High School                      |           |
| 9th grade (Freshman)             | 14-15     |
| 10th grade (Sophomore)           | 15-16     |
| 11th grade (Junior)              | 16-17     |
| 12th grade (Senior)              | 17-18     |

## Preschool (Pré escola)
A preschool não é obrigatória nos Estados Unidos, sendo grande parte particulares.

## Elementary School (Ensino Fundamental I)
O ensino obrigatório começa na elementary school  (ensino fundamental 1) que vai do 1.º até o 5.º ano, as disciplinas obrigatórias são língua inglesa (gramática, soletração e vocabulário), matemática, estudos sociais, ciência, educação física, arte e leitura, vale lembrar que alguns distritos escolares podem adicionar outras disciplinas.
A partir do 5.º ano, as notas vão de A até F, que vão de 100 à 0, sendo A nota 100, e F nota 0.

## Middle e High School (Ensinos Fundamental II e Médio)
A middle school (ensino fundamental 2) vai do 6.º até o 8.º e a high school (ensino médio) vai do 9.º até o 12.º ano. As matérias são dadas por professores especializados em cada matéria. O currículo escolar inclui:
- Língua inglesa: incluindo literatura, humanismo, composição, expressão oral, redação, gramática e compreensão oral.
- Matemática: incluindo álgebra, geometria, pré-cálculo, estatística
- Ciências: incluindo biologia, química e física
- Estudos sociais: incluindo história, geografia, economia, etc.
- Educação física

Uma língua estrangeira é obrigatória, a escolha depende do estado dos Estados Unidos. Alguns distritos também incluem a disciplina de saúde incluindo tópicos de anatomia, nutrição, primeiros socorros, sexualidade, drogas e controle de natalidade.
As disciplinas optativas incluem:
- Informática: processamento de palavras, design gráfico e programação
- Atletismo: esportes individuais e em equipe
- Carreiras técnicas: agricultura, negócios/marketing, economia doméstica, ocupações de saúde, ocupação tecnológica e jornalismo
- Arte: coro, banda, orquestra, teatro, dança, artesanato e fotografia
- Línguas estrangeiras: espanhol, francês, chinês, alemão, italiano, árabe, japonês e latim.
- Junior Reserve: programa das forças armadas

## Higher Education (Ensino Superior)

### Custeio
Nos Estados Unidos, as universidades são estaduais ou privadas, sendo que, em ambos os casos, os alunos devem pagar anuidades. Instituições estaduais cobram anuidades mais altas de alunos advindos de outros estados, pois entende-se que alunos do mesmo estado de determinada instituição já contribuem com o subsídio ao pagar impostos, e alunos de outros estados acabam por, da mesma forma, contribuir para seus respectivos estados. Já as instituições privadas não fazem esta diferenciação, porém, nelas a anuidade é geralmente mais alta do que nas estaduais.
Pelo fato de o ensino superior norte-americano ser exclusivamente pago, lá é comum os pais abrirem poupanças desde muito cedo para economizar dinheiro e posteriormente pagar os estudos dos filhos. Outros estudantes também recorrem a financiamentos bancários, e outros, ainda, trabalham no mínimo meio período para ajudar nas despesas.
As instituições também costumam oferecem bolsas de estudo aos alunos. No caso específico da graduação, os benefícios podem ser por necessidade financeira do aluno (financial aid = auxílio finaceiro) ou por mérito (scholarship = bolsa de estudos), que pode ser acadêmico, esportivo, musical, artístico, etc. Contudo, tais bolsas cobrem apenas uma pequena parte do custo total.

### Ingresso
Para se ingressar numa universidade americana, é necessária a classificação em um dos testes de admissão, que será o SAT ou o ACT. Também é parte da seleção a análise do histórico escolar dos candidatos, com as notas que obtiveram  no high school.
Outros dois itens influenciam na aprovação: as cartas de recomendação de ao menos dois professores que o aluno teve durante o high school, que deverão ser sobre o desempenho do candidato e de suas qualidades como estudante, além de uma redação, que comprove sua intenção de entrar naquela universidade e relate atividades curriculares e extracurriculares que indiquem o interesse pela graduação escolhida.

### Ingresso para estrangeiros
Estrangeiros também podem prestar o SAT e o ACT em seu próprio país, sem a necessidade de se deslocarem para os Estados Unidos e sem ter passaporte ou visto de entrada.  É necessário apenas o pagamento da taxa de inscrição e de transporte para o local das provas. Mesmo assim, as universidades também podem exigir histórico escolar e cartas de recomendação (traduzidas oficialmente). Para países onde o inglês não é o idioma oficial, podem-se exigir também certificados de proficiência em língua inglesa como TOEIC e TOEFL.

### Cotas raciais nos Estados Unidos
Nos Estados Unidos as cotas raciais foram julgadas inconstitucionais pela Suprema Corte e são ilegais nesse país desde a declaração de inconstitucionalidade em 2023. É proibido cotas raciais nas universidades americanas. ⅔ dos juízes da Suprema Corte votaram contra a manutenção das cotas raciais.

### Collegesecommunity colleges
Nos Estados Unidos, além das universidades, existem também os colleges, que são idênticos a elas, mas com a diferença de que são instituições menores, oferecendo uma menor variedade de cursos, e geralmente apenas de graduação, ao passo que as universidades oferecem uma enorme gama de cursos, tanto de graduação como de pós-graduação. O termo college também se refere às várias partes integrantes de uma universidade.
Já os community colleges são instituições com outro tipo de formação: dão cursos de dois anos, em áreas específicas, para que os alunos acumulem créditos na área em que querem estudar e então sejam aprovados na universidade. Uma vez dentro dela, o aluno poderá eliminar disciplinas já cursadas no community college. Quem se forma em um community college recebe um chamado associate's degree ("diploma de associado").
É importante notar que, numa linguagem coloquial, os americanos usam a palavra college indiscriminadamente, até mesmo para se referir às universidades.